# Giganter

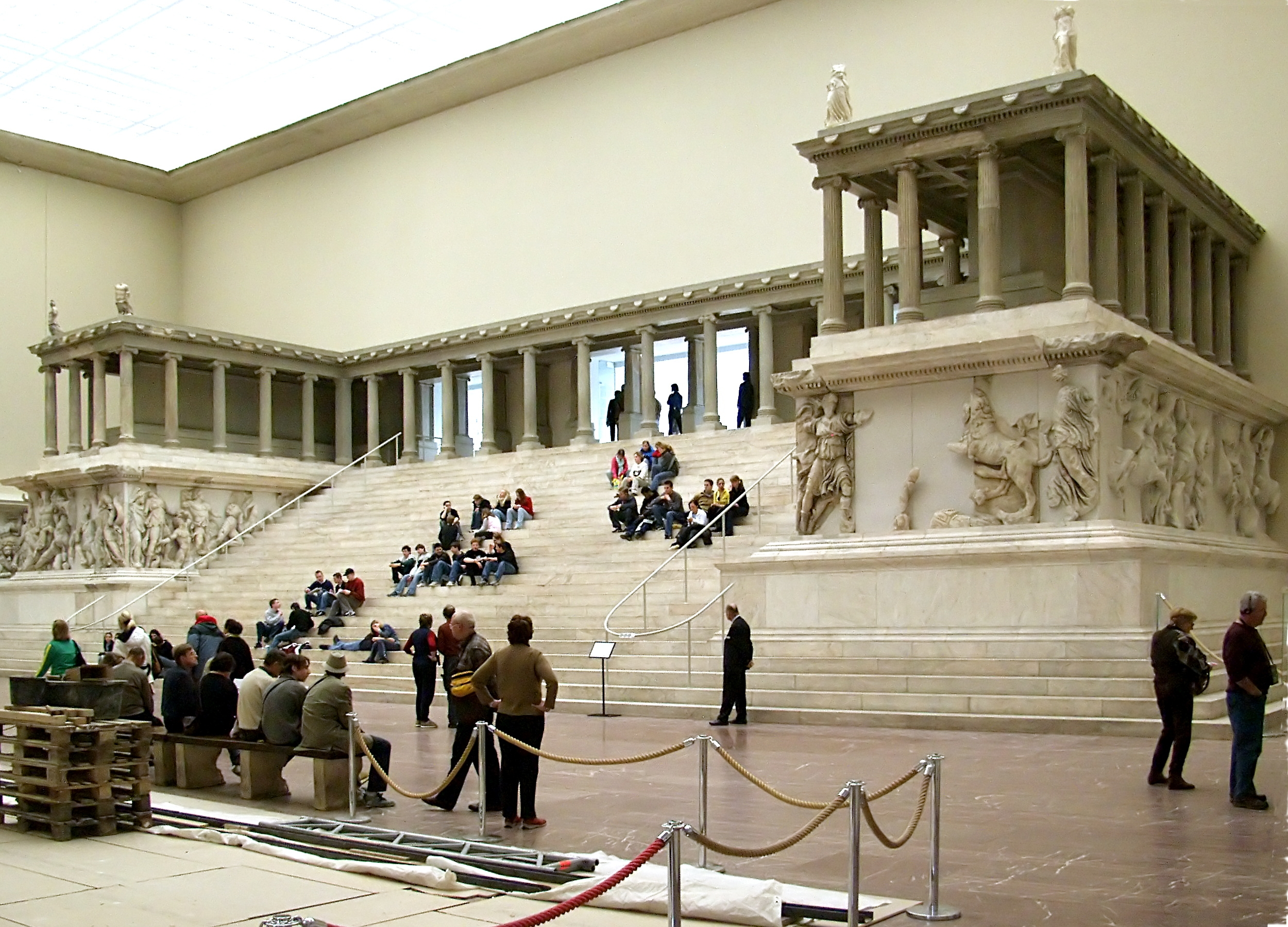
Pergamonaltaret i Berlin föreställande giganternas kamp mot olymperna

Giganter var i grekisk mytologi enligt Homeros ett jättelikt, vilt och trotsigt folkslag i den avlägsna västern, vid  Oceanos strand. De hatades av gudarna och blev därför snart utrotade. Den främsta och bäst bevarade beskrivningen återfinns i Hesiodos Theogonin.  De kämpade mot olympens gudar i en strid som kallas gigantomakin (gigantstriden).
Giganterna tillhörde den äldre gudastammen, men var inte odödliga och var Uranos (himlens) och Gaias (jordens) avkommor. Giganterna angrep Olympen och dess gudar beväpnade med klippstycken och trädstammar, men blev efter en hård strid besegrade av Zeus med Herakles hjälp och nedstörtade till Tartaros. Herakles deltog på gudarnas sida eftersom segern enligt ett orakelspråk endast kunde vinnas med en dödligs hjälp.  
I tidiga konstverk (500-talet f.Kr.) framställs de som traditionellt utrustade krigare som gör uppror mot olymperna. Senare (400-talet f.Kr.) avbildas de ofta med barbariska drag, där de strider mot olymperna med "ociviliserade" vapen så som påkar och stenar . Under den hellenistiska perioden framställdes giganterna ofta som halvt djurlika varelser, ofta med ormattribut. Under Peisistratos tyrannos (mitten av 500-talet f.Kr.) blev motivet mycket populärt. Ofta avbildas motivet gigantomachi tillsammans med två andra strider; centauromachi och amazonomachi. Alla tre motiv förekom på Fidias Athenastaty (Athene Parthenos) i Parthenontemplet i Aten, och det skickar en signal till omvärlden om Atens segrar. Motiven var även vanligt förekommande i Delphi. Den mest uppenbara symboliken, och ett av skälen till att giganterna avbildas så ofta under dessa epoker kan mycket väl vara att oordningen (giganterna) måste underkasta sig lagen och ordningen (olymperna).
Giganterna skall inte förväxlas med titanerna, som enligt grekisk mytologi var äldre gudar än giganterna. Titanerna är också odödliga till skillnad från giganterna.